# 자오저우만 대교

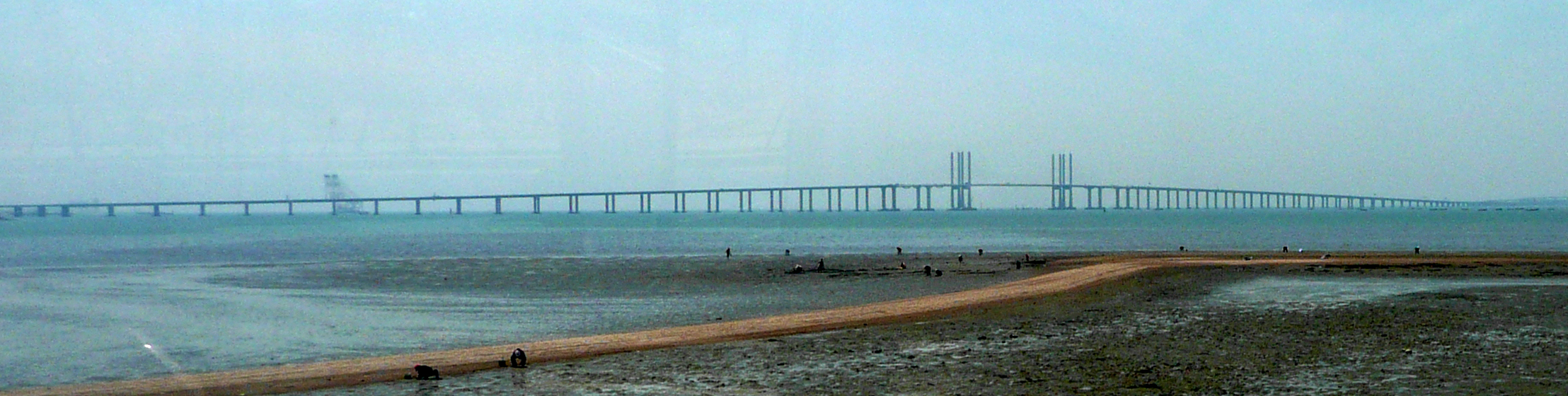
자오저우만 대교

자오저우만 대교(중국어 간체자: 青岛胶州湾大桥)는 중화인민공화국 산둥성 칭다오시의 자오저우만에 위치한 해상 대교이다. 길이 41.58km, 폭 35m, 높이(주탑) 149m이다.
2005년 6월 30일에 착공하고 2010년 12월 22일에 완공하여, 2011년 6월 30일에 개통되었다. 통행료는 50~110위안이다. 중국에서 가장 긴 해저터널인 9.47km의 자오저우만 터널이 있다.

## 같이 보기
- 둥하이 대교
- 항저우만 대교
- 레이크 폰차트레인 코즈웨이
- 루푸 대교